# Бесстрашный (эсминец, 1950)
«Бесстрашный» с 10.08.1961 ЦЛ-28 — советский эскадренный миноносец проекта 30-бис тип Смелый Черноморского флота ВМФ СССР.

## Характеристики
- Водоизмещение: 3101 т.
- Размеры: длина — 120,5 м, ширина — 12 м, осадка — 4,25 м.
- Скорость полного хода: 36,6 узлов.
- Дальность плавания: 3660 миль при 15,5 узлах.
- Силовая установка: ГТЗА типа ТВ-6, двухвальная, 60000 л. с.
- Экипаж 286 человек.

### Вооружение
Две двухорудийные 130-мм артиллерийские установки башенного типа Б-2ЛМ, одна двухорудийная 85-мм артустановка башенного типа 85-К, 4х2х37-мм зенитных установок В-11, 3x25-мм зенитных автоматов 2М-3м, 2x553-мм пятитрубных торпедных аппарата, 2 противолодочных бомбомёта БМБ-2, глубинные бомбы (ББ-1), якорные мины (36 шт. типа КБ «Краб», УКСМ). На первых кораблях вместо В-11 устанавливались 5х1х37 мм, а вместо БМБ-2 устанавливался БМБ-1.
Система управления артогнём главного калибра включала КДП с РЛС «Заря», стрельбовую РЛС, электромеханическую ПУС «Мина 30 бис» (использовалась также для выхода в торпедную атаку и управления торпедной стрельбой). Для управления зенитной стрельбой 85 мм установки 85-К МПУАЗО с использованием электромеханического линейного построителя. Стрельба из ТА осуществлялась как воздухом, так и с использованием пороховых ПВЗ центральной наводкой, с ходового поста с использованием Пр.1Н (Ночной торпедно-артиллерийский визир) и инклинометра (оптического определителя КУц.), или непосредственно с ТА с использованием торпедного визира. Использовались парогазовые торпеды 53-39, 53-56В, противолодочные торпеды СЭТ-53М. На кораблях устанавливалась ГАС «Тамир-5М» и РЛС обнаружения воздушных целей «Гюйс-1». Для управления бомбометами и бомбосбрасывателями на ходовом посту устанавливался электромеханический «Рекордер».

## История строительства
Эскадренный миноносец «Бесстрашный» был зачислен в списки кораблей ВМФ СССР 3.12.1947 года, 29.09.1949 года был заложен на Николаевском судостроительном заводе № 445 имени 61 коммунара, заводской № 1105. Был спущен на воду 31.03.1950 года, вступил в строй 31.10.1950 года. 3.12.1950 года на корабле был поднят Военно-морской флаг, он вошел в состав Черноморского флота ВМФ СССР.

## Служба

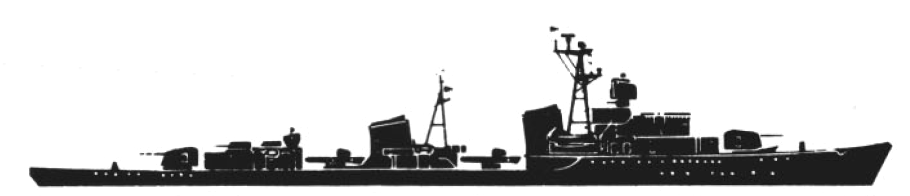
Проект 30-бис. Таблица распознавания НАТО, 1987

В 1950 году в составе 1-й серии эскадренных миноносцев проекта 30-бис Черноморского флота ВМФ СССР («Бдительный», «Безудержный», «Буйный», «Бесстрашный», «Быстрый», «Боевой») вошёл в Эскадру Черноморского флота.
Весной 1950 года  на эсминце проходили государственные испытания РЛС управления артиллерийской и торпедной стрельбой «Заря» и РЛС управления огнем орудий главного калибра «Залп».
Имел бортовые (тактические) номера: 30, 61, 132(1961), 205(1962), 358, 365, 385(1971), 368(1973), 384(1976).
18 октября 1953 года нанес визит в Констанцу (Румыния);
19-22 октября 1953 года нанес визит в Бургас (Болгария).
В конце лета 1958 года ЧФ был проверен инспекторами Министерства обороны во главе с маршалом К. К. Рокоссовским. На эскадре инспекторской проверке подверглись крейсер «Ворошилов», эсминцы «Безукоризненный», «Бесстрашный» и «Безотказный». Проверялась тактическая подготовка и знание своей специальности офицерским составом, организация специальной подготовки личного состава, действия личного состава по распорядку дня, а также по сигналам тревог. Выполнялась совместная минная постановка группой из трех миноносцев, организация обороны при стоянке кораблей на рейде мыса Урет, в бухте Ласпи и другие задачи.
3 августа 1961 года был выведен из боевого состава, разоружен и переклассифицирован в ЦЛ-28.
2 июня 1976 года был исключен из списков судов ВМФ в связи с передачей в ОФИ для демонтажа и разделки на металл.

## Командиры
- капитан-лейтенант А. Ф. Гаркуша (1950),
- капитан 2-го ранга Сергей Купченко (1958).